# Higashiyama
Higashiyama (jap. 東山天皇 Higashiyama tennō; ur. 21 października 1675, zm. 16 stycznia 1710) − 113. cesarz Japonii, panował w latach 1687–1709. Jego własnym imieniem było Asahito (jap. 朝仁).

## Życiorys
Asahito urodził się 21 października 1675 jako piąty syn cesarza Reigena. Po abdykacji ojca w 1687 został intronizowany na 113. cesarza i przyjął cesarskie imię Higashiyama (Higashiyama znaczy po japońsku dosłownie wschodnia góra). Według tradycji, 16. dnia 11. miesiąca roku 1687 Higashiyama dokonał obrzędów Daijōsai (ofiara z ryżu składana przez nowego cesarza po intronizacji).
Początkowo w imieniu Higashiyamy wszystkie decyzje podejmował jego ojciec, cesarz Reigen, co wywoływało olbrzymie tarcia i zastój w relacjach między siogunami Tokugawa a dworem cesarskim. Później jednak, kiedy Higashiyama dorósł, zmieniło się to, a łagodny i szlachetny charakter Higashiyamy sprawił, że tempo negocjacji z siogunami wzrosło. Po krótkim czasie dwór cesarski posiadał już większą władzę niż przedtem i wszystko był na dobrej drodze, aby cesarze odzyskali dawną władzę i autorytet. Odbudowane lub odrestaurowane zostały także wszystkie cesarskie mauzolea i wiele budynków należących do cesarzy lub mających z nimi związek.
27 lipca 1709 34-letni Higashiyama abdykował ze względu na swoje kłopoty ze zdrowiem. Intronizowany został Nakamikado, syn Higashiyamy, jednak był on za młody i znów władzę odzyskał cesarz Reigen.
Higashiyama zmarł pół roku po abdykacji, 16 stycznia 1710 w wieku 35 lat. Był chory na czarną ospę.

## Genealogia
| Go-Mizunoo 後水尾天皇 ur. 29 czerwca 1596 zm. 11 września 1680 | Go-Mizunoo 後水尾天皇 ur. 29 czerwca 1596 zm. 11 września 1680 |                                                       |                                                       | Kuniko 園国子 ur. ?? zm. po 1654 | Kuniko 園国子 ur. ?? zm. po 1654 |  |  | N.N. ur. ?? zm. ?? | N.N. ur. ?? zm. ?? |                                   |                                   | N.N. ur. ?? zm. ?? | N.N. ur. ?? zm. ?? |
|                                                                |                                                                |                                                       |                                                       |                                  |                                  |  |  |                    |                    |                                   |                                   |                    |                    |
|                                                                |                                                                |                                                       |                                                       |                                  |                                  |  |  |                    |                    |                                   |                                   |                    |                    |
|                                                                |                                                                | Reigen 霊元天皇 ur. 9 lipca 1654 zm. 24 września 1732 | Reigen 霊元天皇 ur. 9 lipca 1654 zm. 24 września 1732 |                                  |                                  |  |  |                    |                    | Daigo 第五皇子 ur. ?? zm. po 1675 | Daigo 第五皇子 ur. ?? zm. po 1675 |                    |                    |
|                                                                |                                                                |                                                       |                                                       |                                  |                                  |  |  |                    |                    |                                   |                                   |                    |                    |
|                                                                |                                                                |                                                       |                                                       |                                  |                                  |  |  |                    |                    |                                   |                                   |                    |                    |
|                                                                |                                                                |                                                       |                                                       |                                  |                                  |  |  |                    |                    |                                   |                                   |                    |                    |

|                                                                 |                                           | 1 Cesarzowa Sotoki 承秋門院 ur. ?? zm. po 1710 | 1 Cesarzowa Sotoki 承秋門院 ur. ?? zm. po 1710 | Higashiyama 東山天皇 ur. 21 października 1675 zm. 16 września 1710 | Higashiyama 東山天皇 ur. 21 października 1675 zm. 16 września 1710 | 2 Cesarzowa Shinsuken 新崇賢門院 ur. ?? zm. po 1710         | 2 Cesarzowa Shinsuken 新崇賢門院 ur. ?? zm. po 1710         | 3 N.N. (córka Takatsuji) 高辻菅原長豊 ur. ?? zm. po 1710 | 3 N.N. (córka Takatsuji) 高辻菅原長豊 ur. ?? zm. po 1710 |  |  |  |
|                                                                 |                                           |                                                |                                                |                                                                    |                                                                    |                                                             |                                                             |                                                          |                                                          |  |  |  |
|                                                                 |                                           |                                                |                                                |                                                                    |                                                                    |                                                             |                                                             |                                                          |                                                          |  |  |  |
|                                                                 | 2                                         |                                                | 2                                              |                                                                    | 2                                                                  |                                                             | 2                                                           |                                                          | 2                                                        |  |  |  |
| Ichi-no-Miya (一宮) ur. około 1696 zm. ??                       | Ichi-no-Miya (一宮) ur. około 1696 zm. ?? | Książę Ni-no-Miya 二宮 ur. około 1698 zm. ??   | Książę Ni-no-Miya 二宮 ur. około 1698 zm. ??   | Książę Kotobuki-no-Miya 寿宮 ur. około 1700 zm. ??                 | Książę Kotobuki-no-Miya 寿宮 ur. około 1700 zm. ??                 | Nakamikado 中御門天皇 ur. 14 stycznia 1702 zm. 10 maja 1737 | Nakamikado 中御門天皇 ur. 14 stycznia 1702 zm. 10 maja 1737 | Naohito Kanin-no-Miya 閑院宮直仁親王 ur. 1704 zm. 1753   | Naohito Kanin-no-Miya 閑院宮直仁親王 ur. 1704 zm. 1753   |  |  |  |
|                                                                 | 3                                         |                                                |                                                |                                                                    |                                                                    |                                                             |                                                             |                                                          |                                                          |  |  |  |
| Książę Kokanho 公寛法親王 Mnich buddyjski ur. około 1705 zm. ?? |                                           |                                                |                                                |                                                                    |                                                                    |                                                             |                                                             |                                                          |                                                          |  |  |  |

(UWAGA! Przy tym drzewie genealogicznym nie uwzględniono córek cesarza Higashiyamy!)